# Kapatkévichy
Kapatkévichy (bielorruso: Капатке́вічы) o Kopatkévichi (ruso: Копатке́вичи) es un asentamiento de tipo urbano de Bielorrusia, perteneciente al distrito de Pétrykau en la provincia de Gómel.
En 2022, el asentamiento tenía una población de 2789 habitantes. Es sede de un consejo rural que añade unos trescientos habitantes más a su población, incluyendo como pedanías los asentamientos rurales de Iváshkavichy y Tremlia y las aldeas de Haradzishcha, Iváshkavichy y Pérshaya Slabodka.
Se conoce la existencia de la localidad desde los siglos XVI-XVII, cuando era una pequeña aldea polaco-lituana. En la partición de 1793 pasó a formar parte del Imperio ruso. La familia noble local perdió el pueblo en 1864, al participar en el Levantamiento de Enero; desde entonces pasó a pertenecer a nobles rusos. En 1938, la RSS de Bielorrusia le dio el estatus de asentamiento de tipo urbano.
Se ubica unos 20 km al noreste de Pétrykau, separado de dicha ciudad por el entorno de la carretera M10.